# Barrage de Karamanlı
Le barrage de Karamanlı est un barrage en Turquie. La rivière émissaire du barrage conflue à 8 km en aval avec le ruisseau de San (San Deresi) pour former l'Eren Çayı qui se jette dans le lac endoréique de Burdur.